# 김정용
김정용(金正用, 1976년 8월 9일 ~ )은 대한민국의 기업인이다. 현재 한국소프트웨어개발업협동조합 이사장직을 맡고 있고 (주)KBIDC 보관됨 2021-08-11 - 웨이백 머신의 대표이사이다. 2001년 (주)인트모아로 시작하여 약 20여년간 소프트웨어 IT 엔지니어로 활동하고 있고, 2017년 현재 대표로 있는 (주) KBIDC에서 암호화폐 플랫폼 스타크로<STARCRO> 보관됨 2021-05-12 - 웨이백 머신를 개발 하였다. 또한 2018년 대한민국 가치경영 대상을 수상했다.

## 경력사항
- 2001년 (주)인트모아 공동 창립
- 2004년 (주)정보과학 설립
- 2017년 한국소프트웨어개발업협동조합 이사장 취임
- 2017년 (주)KBIDC 설립
- 2017년 ICT 산업위원회 산업위원
- 2019년 대경블록체인산업협회 창립

## 수상 내역
- 2002년 (사)한국인터넷기업협회 올해의 인터넷 기업상 수상
- 2003년 정보통신부 ASP 사업자선정
- 2006년 기술혁신형(INOBIZ) 중소기업선정
- 2006년 RFID농산물 이력관리 시스템 경상북도지사 표창 수상
- 2018년 대한민국 가치경영 대상 수상
- 2020년 2020 코리아 IT어워즈 대상 수상